# Maria Cristina von Reibnitz
La princesa Maria Cristina von Reibnitz (n. 15 de gener de 1945), és un membre de la família reial britànica com a esposa del príncep Miquel de Kent, net del rei Jordi V.
La princesa Miquel de Kent és escriptora i ha publicat diversos llibres sobre famílies reals i nobles d'Europa. També organitza tertúlies i gires de lectura al Regne Unit. En ocasions socials especials, el príncep i la princesa Miquel de Kent representen a la seva cosina la reina Isabel II.

## Biografia

### Infància i joventut
La princesa Miquel de Kent, nascuda baronessa Maria Cristina Anna Agnès Eduvigis Ida de Reibnitz, va néixer a Karlsbad (actual Karlovy Vary), Alemanya, frontera amb l'actual república Txeca, prop del castell de la seva àvia materna, la princesa Maria Eduvigis de Windisch-Grätz.
Maria Cristina és l'única filla del matrimoni format pel baró Günther Hubertus d'Reibnitz i la comtessa hongaresa Anna Maria Carolina Szapary, filla del comte Friedrich Szapary, diplomàtic austrohongarès que va servir com a ambaixador a Sant Petersburg abans de l'esclat de la primera Guerra Mundial. El pare de la princesa també té una altra filla del seu anterior matrimoni amb la comtessa Margarida de Seherr-Thoß, de nom Margarida de Reibnitz.

### Matrimonis
La princesa Miquel de Kent s'ha casat en dues ocasions. El seu primer marit va ser el banquer anglès Thomas Troubridge, germà menor del baronet Peter Troubridge. Van contreure núpcies el 14 de setembre de 1971 a l'església parroquial de Chelsea. Per desavinences entre els cònjuges, la parella es va separar en 1973 i es va divorciar en 1977; el matrimoni va ser oficialment anul·lat per l'Església catòlica al maig de 1978.
Un mes després d'aquesta anul·lació, Maria Cristina va contreure segones núpcies el 30 de juny de 1978 a una cerimònia civil a Viena (Àustria) amb Sa Altesa Reial el príncep Miquel de Kent, a qui havia conegut en una cacera celebrada a Alemanya. Fill petit del príncep Jordi, duc de Kent (1902-1942) i de la princesa Marina de Grècia i Dinamarca (1906-1968), el príncep Miquel de Kent és cosí germà (en primer grau) de la reina Isabel II del Regne Unit. Des d'aquest matrimoni Maria Cristina es va convertir en Sa Altesa Reial la princesa Miquel de Kent.
Cal destacar que Maria Cristina no va adquirir el títol de princesa Maria Cristina de Kent, perquè al Regne Unit, les dones en casar-se adquireixen la forma femenina del títol del seu marit i el títol de princesa seguit del nom de pila estpa reservat únicament a les filles, netes d'un monarca i en el cas de les besnetes sempre que siguin filles del fill del duc de Cornualla. En la història del Regne Unit hi ha una excepció a aquesta regla i va ser la princesa Alícia, duquessa de Gloucester, qui amb permís de la seva neboda la reina Isabel II va poder titular-princesa Alícia.
El príncep i la princesa Miquel de Kent van contreure matrimoni catòlic el 29 de juny de 1983, a la catedral catòlica de Westminster, a Londres. Aquest matrimoni li va costar al príncep Miguel el seu lloc en la línia successòria a la corona britànica, ja que l'Acta d'Establiment de 1701 prohibeix que qualsevol membre de la família reial britànica es casi amb una persona de religió catòlica. Si això succeeix, la persona queda automàticament apartada de la successió al tron britànic.
El príncep i la princesa Miquel de Kent tenen dos fills:
- Lord Frederick Windsor (6 d'abril de 1979); casat el 12 de setembre de 2010 amb Sophie Winkleman, que ha adquirit el títol de Lady Frederick Windsor.
- Lady Gabriella Kingston (nascuda Windsor, 23 d'abril de 1981).

## Publicacions
La princesa és escriptora i ha publicat diversos llibres, entre els quals destaquen:
- Crowned in a Far Country: Portraits of eight royal brides (1986)
- Cupid and the King (1991).
- The Serpent and the Moon: two rivals for the love of a Renaissance king (2004).

## Títols
- 15 gener 1945 - 14 setembre de 1971: Baronessa Maria Cristina de Reibnitz.
- 14 setembre 1971 - 30 juny de 1978: Baronessa Maria Cristina de Reibnitz, Sra. De Troubridge.
- 30 de juny de 1978 - actualitat: Sa Altesa Reial la baronessa Marie Cristina Anna Agnes Hedwig Ida von Reibnitz, princesa Michael de Kent.